# IMI Galil突擊步槍
Galil（中文：加利爾突击步枪，希伯来文：רובה גליל）是以色列軍事工業（IMI，現在改為以色列武器工業（IWI）生產）在上世紀60年代末的一种步枪，由以色列·加利爾（Yisrael Galili）和雅各布·利奧爾（Yaacov Lior）於1971年的拉马特沙龙設計。分為兩種口徑，分別發射5.56×45毫米或7.62×51毫米步槍子彈。5.56毫米是突击步枪，可以同時發射M193和SS109兩種彈藥。而7.62毫米是戰鬥步槍。  
Galil有多種不同的衍生型，包括：作為標準步槍長度的AR型（突擊步槍）、縮短槍管長度至卡賓槍的SAR型（短突擊步槍）、進一步縮短槍管長度至比卡賓槍更短的MAR型（微型突擊步槍）、改用重槍管、可摺疊式提把和兩腳架、充當轻机枪的ARM型（突擊步槍、輕機槍）和改用重槍管、兩腳架、安裝光学瞄准镜和可調整長度的槍托、充當狙擊步槍的狙擊型（精確射手步槍）
為了便捷起見，除非是必須表示其型號，否則以下本文將一律以加利爾（Galil的中文翻譯）作為簡稱。

## 歷史
在1948年第一次中東戰爭後，以色列國防軍（IDF）由於大量採用各種舊式槍械，出現了彈藥種類太多、維修保養困難等的後勤問題，而必需儘快解決。在1955年以色列國防軍採用由以色列軍事工業（IMI）生產的烏茲衝鋒槍，但由於火力不足、有效射程短及後座力大等問題，以色列同年亦採用FN FAL作制式步槍，並命名為（Romat—自動裝填步槍的縮寫）。
少數的Romat在1956年第二次中東戰爭首次出現，而在1967年7月的第三次中东战争（又稱六日战争）中的Romat更成為了制式步槍。然而，Romat受到多種批評，例如步槍尺寸過大、太重、需要經常清潔，甚至令士兵丟棄手上的Romat而改用AK、M16A1、烏茲衝鋒槍等的武器。這時以色列領導人的終於意識到FAL的重量及長度問題，必須儘快換裝一種更準確、輕巧和堅硬的步槍。在軍事領導人經過一輪會議過後，決定使用5.56×45毫米NATO（M193）作為彈藥。

## 採用
加利尔步枪在1972年以色列國防軍（Israel Defense Forces，IDF）的新一代步槍競標中，在面對許多其他競爭槍種（其中包括：M16A1、斯通納63，AK和HK33這些步槍）之下成功得標。得標後，加利爾就被大量生產，開始在以色列國防軍以及其他軍種中服役，最終完全取代了Romat。
在以色列本土，已知以色列國防軍（英文：Israel Defence Forces，簡稱：IDF）和以色列議會衛隊（英文：Knesset Guard）裝備了加利爾。但目前在以军第一线中加利尔已经被美製M4步槍所取代，只有炮兵、装甲兵等单位还在使用。
此外據說每支加利爾的製作成本比起從美國進口M16更低，因此以色列也把加利爾出口到國外，主要分別是用來賺取外匯或授權他國生產，例如當時外交狀況很惡劣的南非等國。
哥伦比亚的兵工廠、南非的Vektor Arms得到其特許生產證，並把授權生產品作為制式步槍(南非採用的是改良品R4)。

除了授權生產品，加利爾步槍在緬甸當地被私自仿製。
加利爾在意大利的Bernardelli工廠生產並命名為VB-SR；工廠最初只是仿制了加利爾AR（仍然使用加利爾的標準35發彈匣），後來又把加利爾SAR仿制了，並修改為使用STANAG彈匣；其最後版本在20世紀80年代後期提交關於新的意大利制式步槍的測試（最終由貝瑞塔AR70/90中標），而這最後版本只有少量的被意大利國家警察的特別行動隊NOCS採用。它在不久之後停產，暫時沒有其他公開的銷售。

其他的採用國家與單位：加利爾同時也被某些美國的SWAT、喀麥隆的總統衛隊、愛沙尼亞、印尼的青蛙司令部（印尼文：Komando Pasukan Katak，簡稱：Kopaska）戰術潛水小組和特種部隊司令部（印尼文：Komando Pasukan Khusus，簡稱：Kopassus）、多明尼加的特別反恐突擊隊（Comando Especial Antiterrorista）、葡萄牙軍隊的空降兵部隊、烏克蘭的內務部部隊（被命名為Fort-301）、越南的特種部隊、蒙古國的少數單位所採用。

## 設計
加利爾的設計是以芬兰製Rk 62的設計作為基礎，並且改進其沙漠時的操作方式、搭配上M16A1的槍管、斯通納63的彈匣和FN FAL的折疊式枪托，而Rk 62本身又是來自前苏联的突击步枪—AK。
早期型加利爾的機匣是採用類似Rk 62的機匣，改為低成本的金屬沖壓方式生產，並且在芬兰的赫尔辛基製造早期型版本。。但由於5.56×45毫米彈藥的膛壓比想像的較高，生產方式改為較沉重的銑削，導致加利爾比相同口徑的步槍還要更沉重。所有外部金屬表面都經過耐腐蝕性的磷化處理，然後塗上黑色的亮漆（除了槍管，氣動式系統和準星部份外）。
加利爾系列步槍的選擇性發射自動武器系統是來自卡拉什尼科夫系列的長行程活塞傳動型氣動式操作系統，其好處是無需調節和採用閉鎖式槍機都能夠射擊。
機匣內部的轉拴式槍栓的兩個鎖耳可令加利爾的膛室進入閉鎖狀態。

### 操作系統

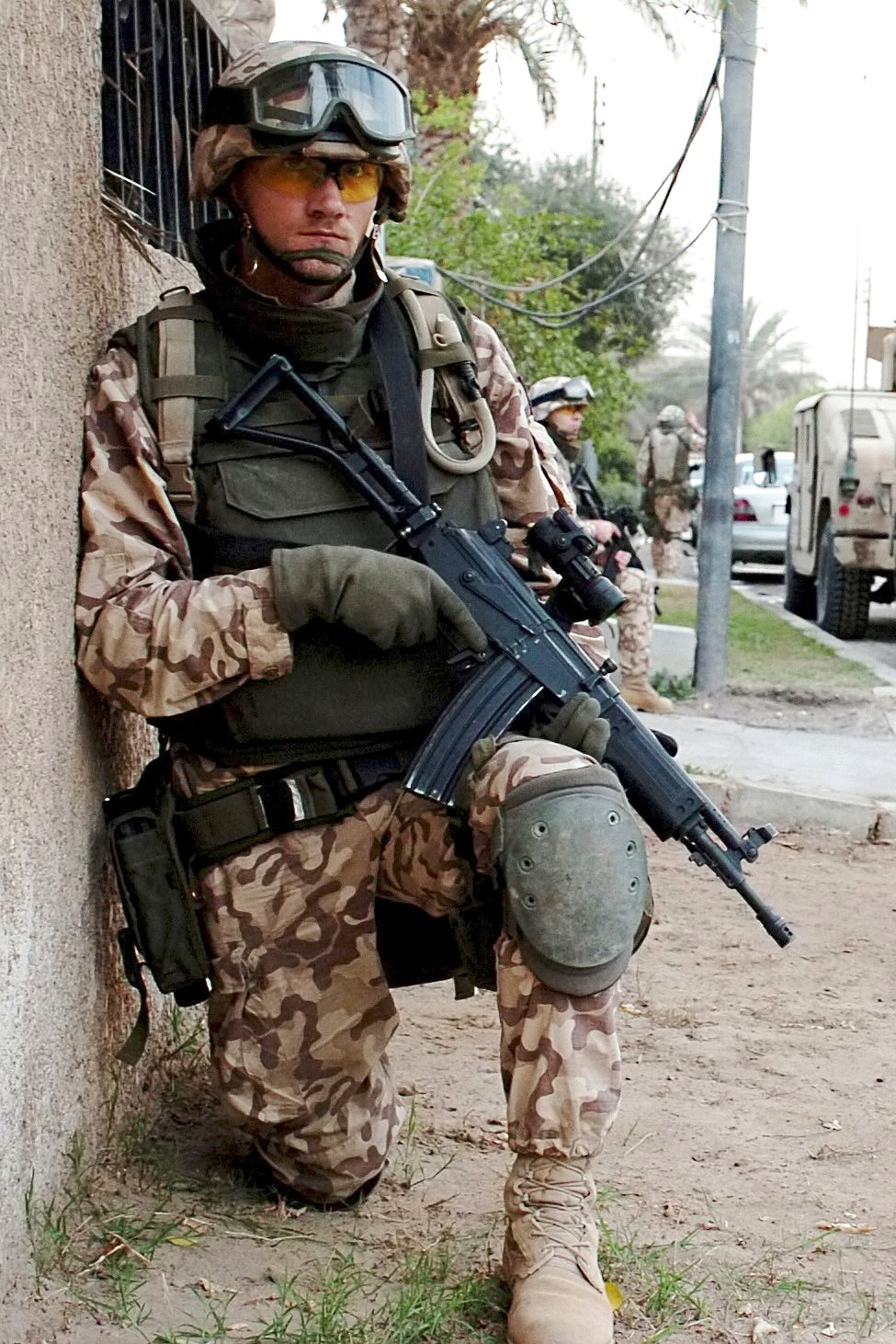
裝備了加利爾SAR5.56毫米的爱沙尼亚士兵（正在伊拉克街道上巡邏）

發射時，部分高壓瓦斯氣體會通過1.8毫米（.071英吋）的氣導孔端口，接著30度角轉向至槍管上方的高壓瓦斯氣體管。高壓瓦斯氣體會驅動活塞（裝在槍機的上方），進而驅動活塞連桿和槍機向後。
向後推動時，槍機內部的鎖耳槽就會開始把槍機頭向右滾轉和向後滑動，使槍機解鎖，從而拋出彈殼。槍機上方的部分承托提供了一定的空間，使槍管內的氣體壓力降低到安全水平之前解鎖。
拋出彈殼後就會因為復進彈簧而令机框向前復進，同時從彈匣取出下一發子彈到膛室。
拉機柄連接到機框右機匣會隨著射擊前後往復運動，其設計是向上90度彎曲以允許由左手操作，而射擊手仍保持在手槍握把的位置。

### 槍管
早期生產型加利爾所使用的槍管的膛線是6條右旋305毫米（1:12英吋）的膛線纏距（適合使用55 格令的M193子彈），而後來生產的槍管則為是6條右旋178毫米（1:7英吋）的膛線纏距（適合使用穩定彈頭較重、62格令的SS109／M855子彈）。槍管上裝有一個帶有6個孔的消焰器，可以用於發射22毫米槍榴彈（例如BT/AT 52反坦克槍榴彈）或利用刺刀座以安裝刺刀（例如M16步槍使用的M7刺刀）

### 供彈
加利爾主要是由一具彎形、钢製的35發彈匣（加利爾AR及SAR）或50發彈匣（加利爾ARM）供彈。
另外，還有一種特殊的顏色標示的12發彈匣以防止使用其專用的彈藥，那是用於發射槍榴彈。還有一個可選擇裝上的彈匣轉換部件，以相容M16步槍所使用的20、30發STANAG彈匣。
彈匣的插入方式和AK系列的前鉤後掛式是一樣的，先用彈匣前端插入彈匣口的前卡位，再將彈匣後端完全插入彈匣口，並以彈匣榫固定。

### 瞄準具
L形的照門有兩個預設的覘孔，分別在0—300米和300—500米時使用（照門只能調節其仰角）。
前端的準星是完全可調為偏差和零高度（平面），並且由一個保護圈來保護準星。

## 衍生型
加利爾除了AR的型號外，有多個衍生型。

### 加利爾AR
標準型號，有5.56毫米和7.62毫米兩種口徑版本。

### 加利爾ARM
班用轻机枪型號，其ARM為Assault Rifle Machine-gun的縮寫。有持續射擊、重槍管、可摺疊式提把和兩腳架，同樣有5.56毫米和7.62毫米這兩種口徑版本。

### 加利爾SAR
卡賓槍型號，其SAR為Short Assault Rifle的縮寫。採用較短的槍管，同樣有5.56毫米和7.62毫米這兩種口徑版本。適合給摩托化步兵和空降兵使用。

### 加利爾狙擊型
精確射手步槍型號，重槍管，兩腳架，可安裝光学瞄准镜和可調整長度的槍托，只有7.62毫米口徑。

### 加利爾MAR
這個是保留原始加利爾的內部功能的一個全新的設計，操作系統和進一步縮短的槍管，只有5.56毫米口徑。屬於近身距離作戰型（Close Quarters Combat，CQC）。有證據顯示，過度保持密集射擊的話，會導致護木過熱。現在在以色列特種部隊服役中，並且經過一定的小修改，令其能足以掩護自方和發動其強大火力下並不會令護木過熱。

### 其他衍生型

#### 馬蓋爾
這是一個以加利爾MAR作為基礎，把彈藥改為.30 Carbine的執法單位型卡賓槍版本。

#### SR-99
這是一個以加利爾狙擊型作為基礎的現代化版本。

## 使用國

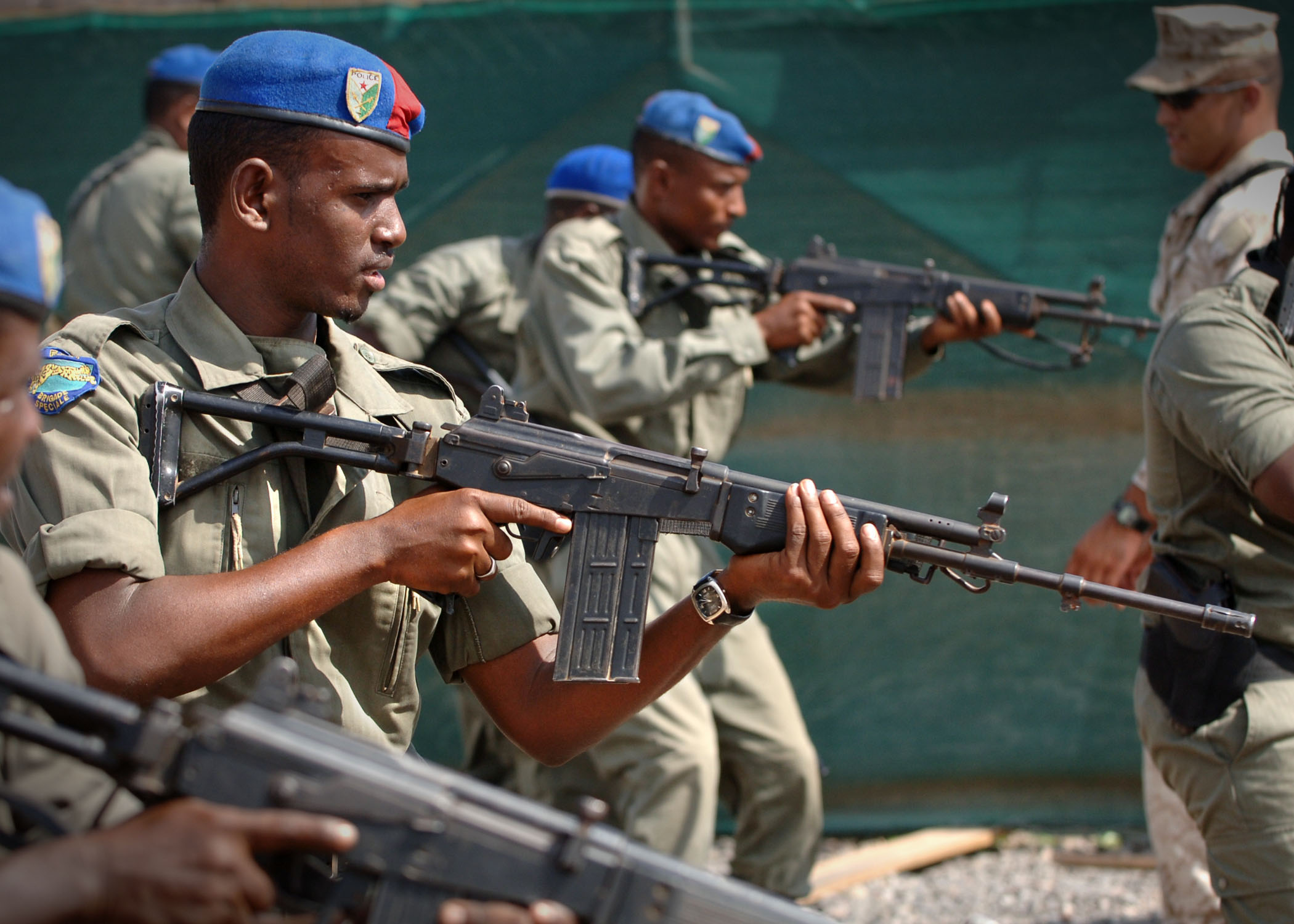
吉布提國家警察培訓和7.62毫米Galil AR式步槍。

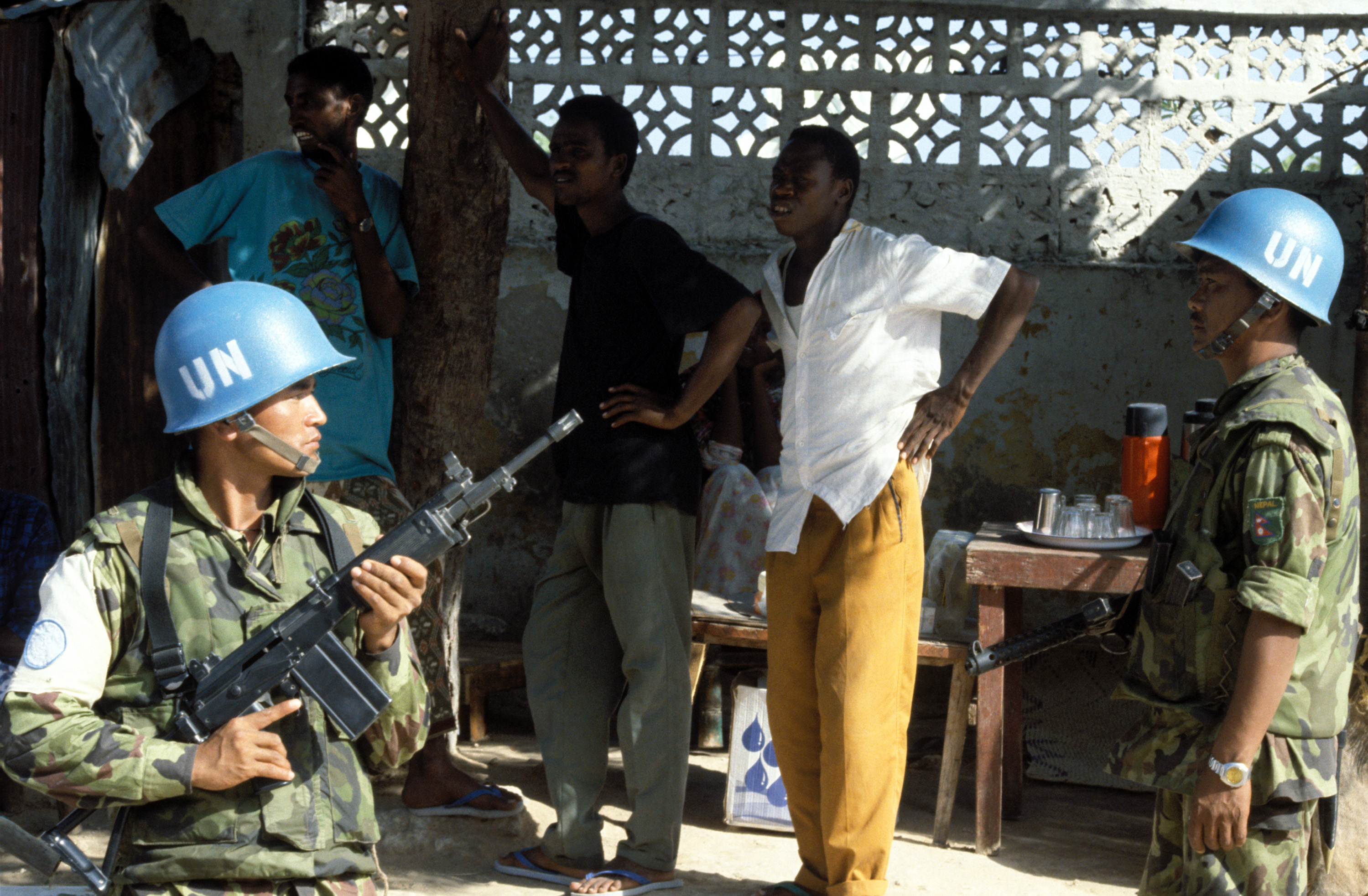
尼泊爾維和部隊使用7.62毫米Galil AR式步槍

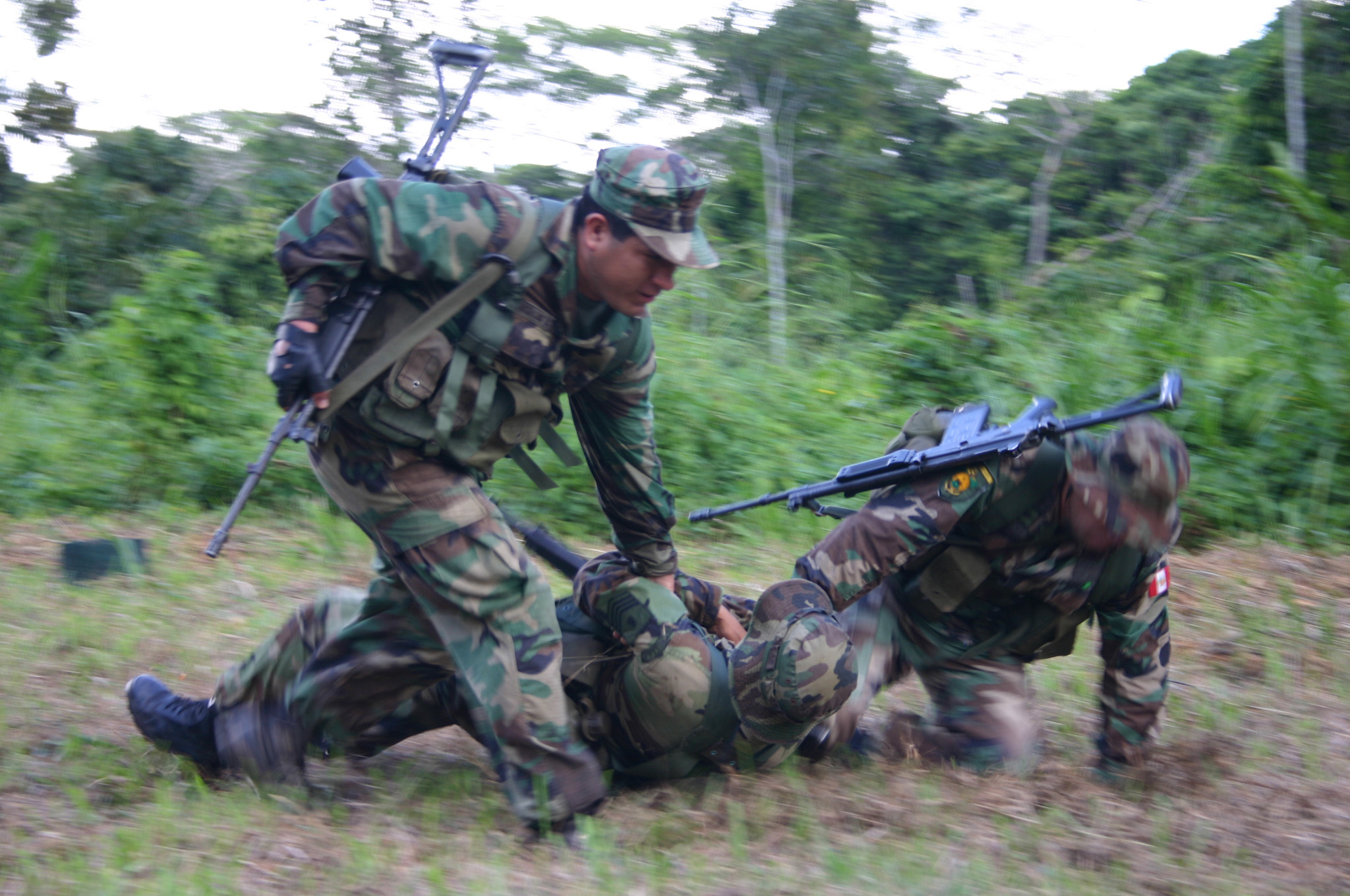
祕魯海軍陸戰隊使用7.62毫米Galil AR式步槍

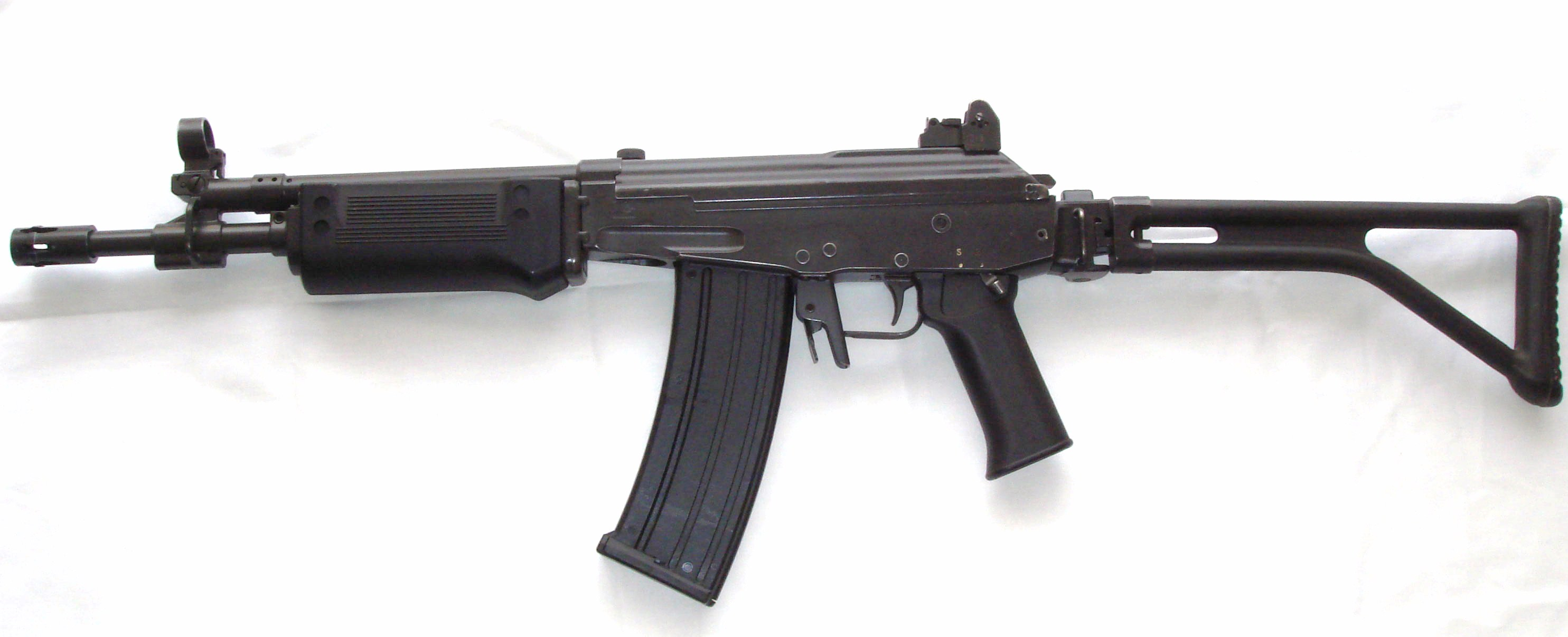
LM5，半自動版本的南非R5。

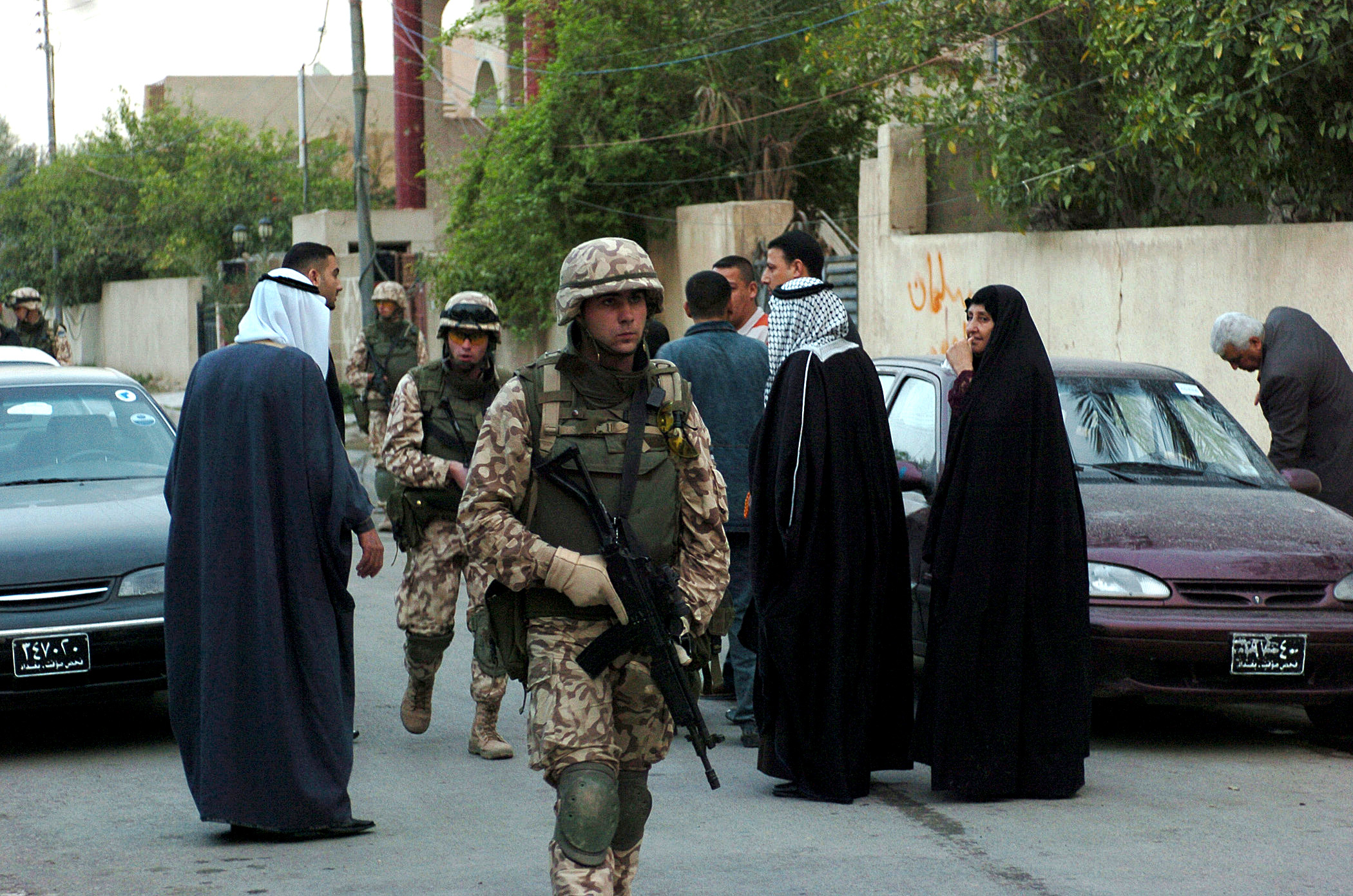
在伊拉克街道上巡邏的愛沙尼亞士兵，攝於2005年

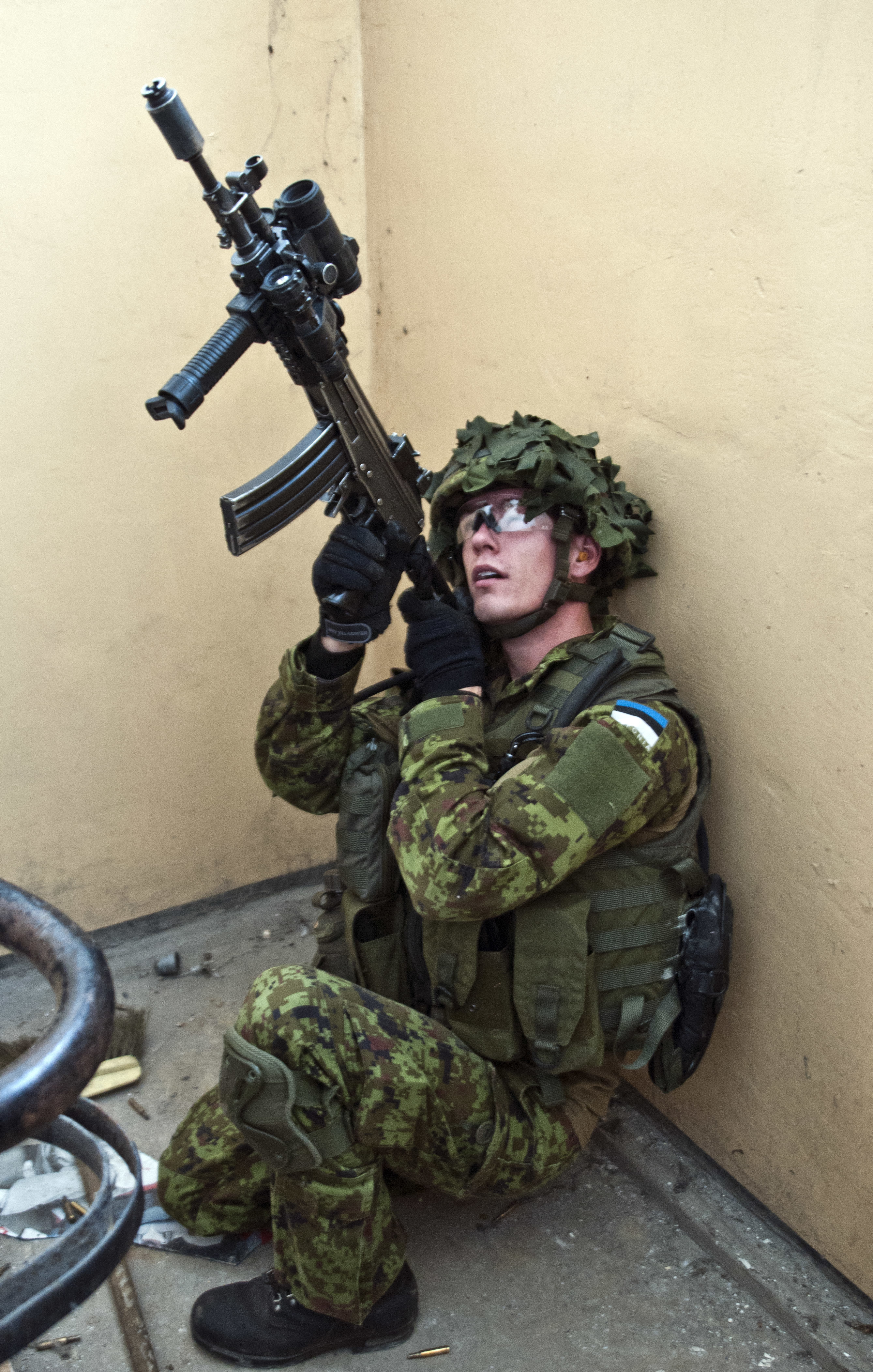
愛沙尼亞軍的現代化改裝型加利爾

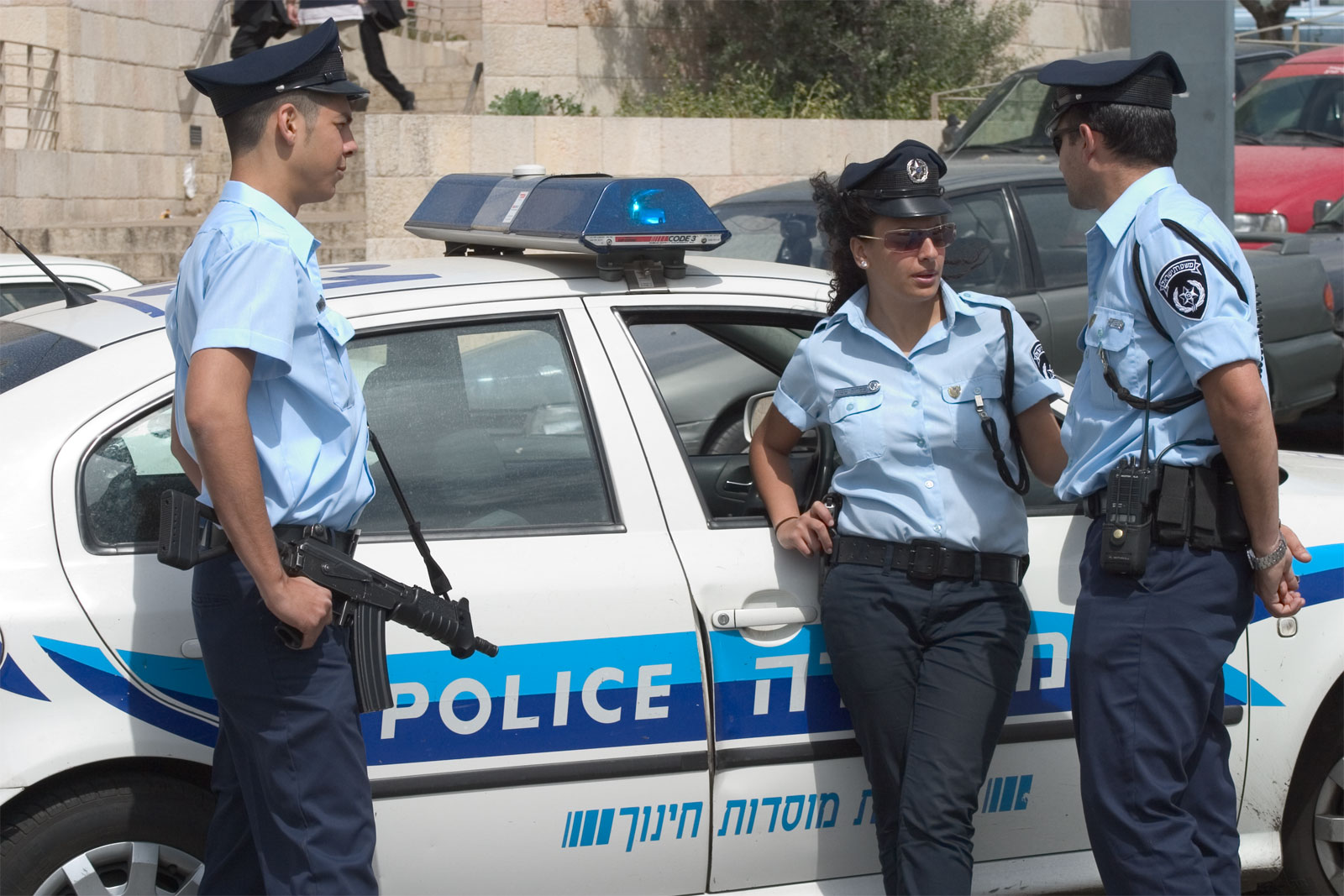
以色列警察裝備的微型加利爾

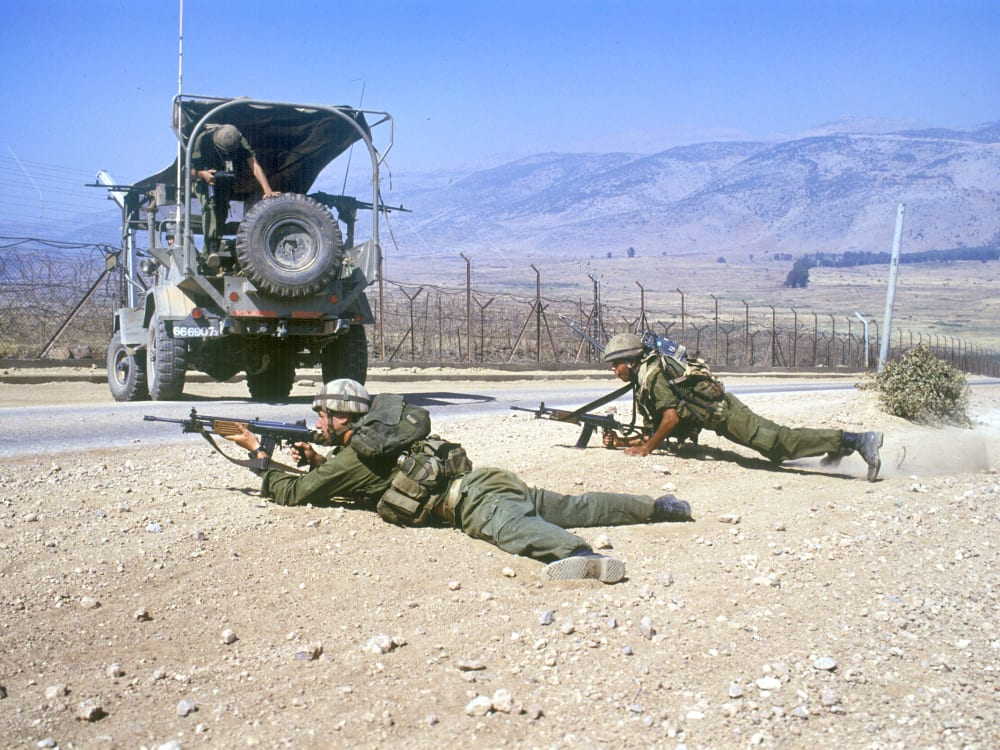
以色列軍士兵使用加利爾，攝於1993年

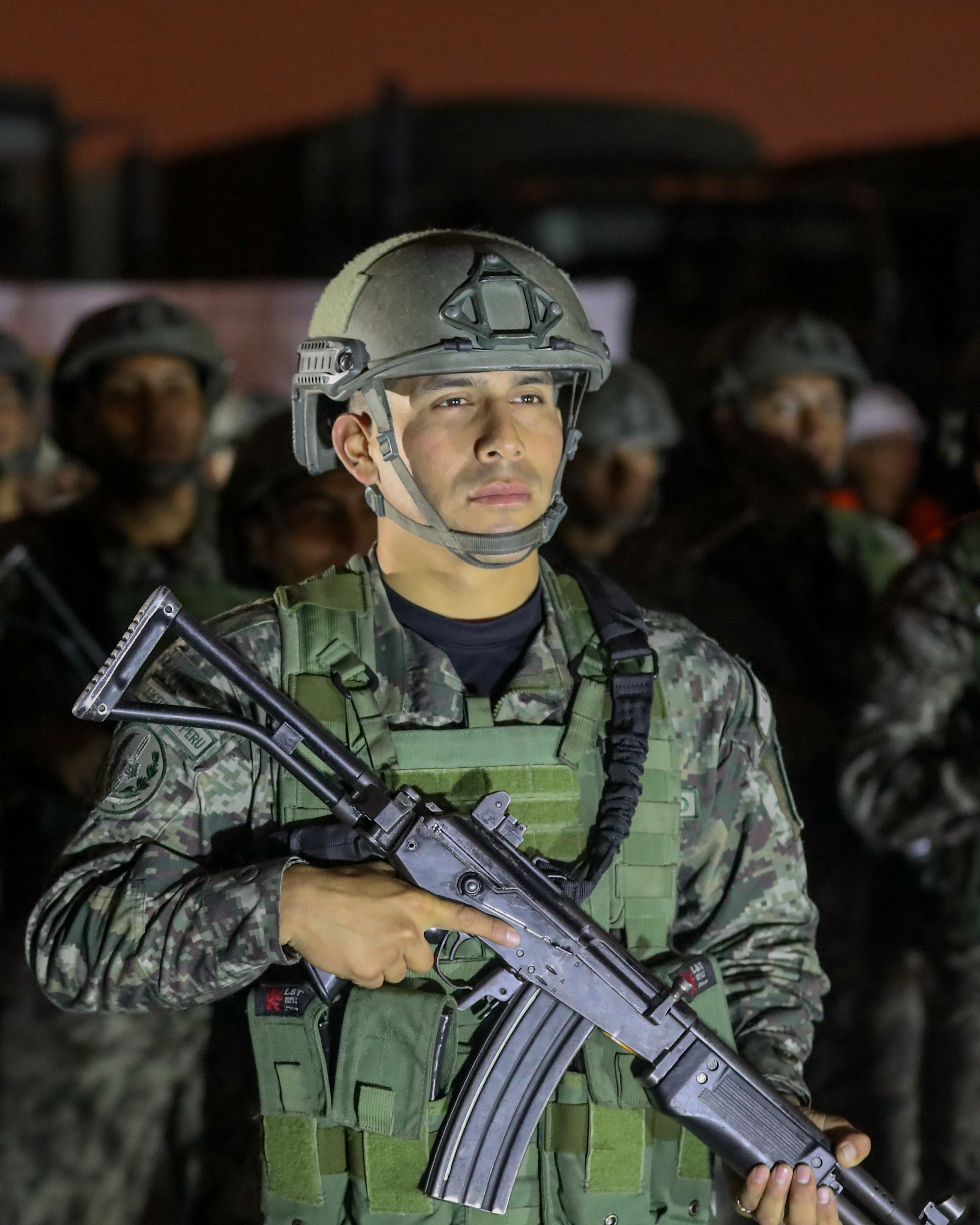
秘魯軍士兵，攝於2019年

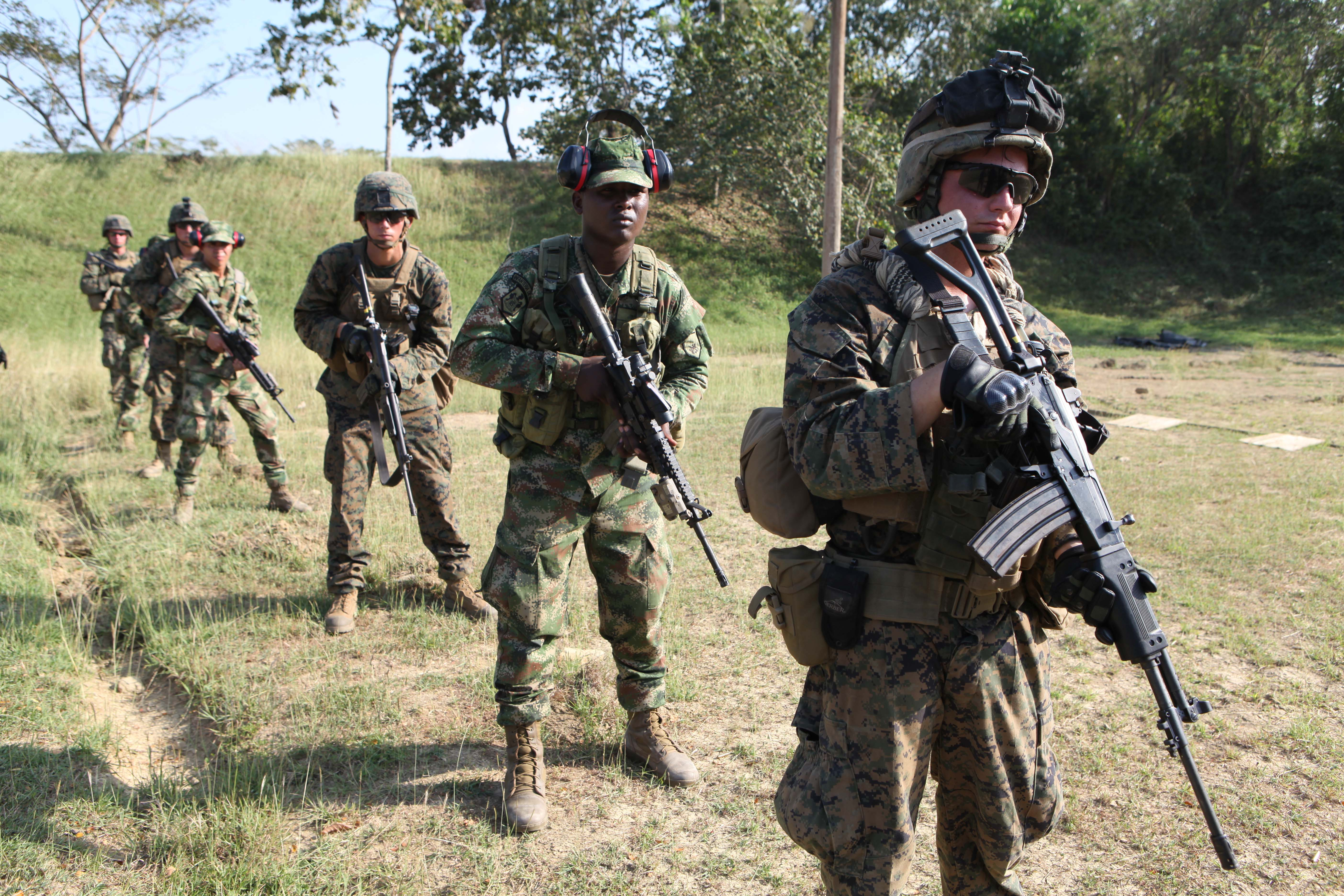
美國和哥倫比亞的海軍陸戰隊在聯合訓練中交換武器使用

- 安哥拉
- 巴哈马
- 玻利维亚[5]
- [5]
- 巴西[5]
- 喀麦隆
- 中非
- 智利
- 哥伦比亚
- [5]
- 刚果民主共和国[5]
- [6]
- 薩爾瓦多[7]
- 爱沙尼亚
  - 愛沙尼亞國防軍（目前正被LMT MARS-L取代中）
- 法國[8]
- - 喬治亞武裝部隊
- [9]
- 海地[5]
- 匈牙利
- 印度[5]
- 印度尼西亞
- 以色列
  - 以色列國防軍（目前僅少數部隊使用）
- 義大利：採用當地生產版本。
  - 義大利國家警察（英语：Polizia di Stato）中央安全任務組（英语：Nucleo Operativo Centrale di Sicurezza）
- 賴索托[5]
- 马来西亚
- 墨西哥
  - 墨西哥聯邦警察（英语：Federal Police (Mexico)）
- 蒙古国
  - 蒙古國陸軍特種部隊
- 緬甸：採用當地生產版本。
  - 緬甸國防軍
- 尼泊尔[5]
- 尼加拉瓜[5]
- 秘魯[5]
- 菲律賓[5][10]
- 葡萄牙[11]
- 卢旺达[5]
- 南非：採用當地生產版本R4。
  - 南非國防軍
  - 南非警察局（英语：South African Police Service）
- 南蘇丹
- [5]
- 泰國
- 千里達及托巴哥[5]
- 土耳其
- 乌克兰：採用當地生產版本。
  - 烏克蘭內務部
- 美国
  - 少數地方警察局
- 委內瑞拉
- 越南
  - 越南人民軍
- 辛巴威

## 流行文化

### 電影
- 1995年—：型號為加利爾5.56 ARM，移除了槍托（但出現了時有槍托時無的連貫性錯誤），由邁克爾·切里托（湯姆·斯克斯莫爾（英语：Tom Sizemore）飾演）用於打劫銀行及期後與警察的槍戰中。
- 2000年—《綁票驚爆點（英语：The Way of the Gun）》：型號為加利爾7.62 ARM，由朗博（班尼西歐·狄奧·托羅飾演）所使用。
- 2002年ㄧ《神鬼認證》：片中的傑森包恩到了瑞士美國大使館的時候，美國海軍陸戰隊使館警衛隊在執行危機應變程序時，曾使用MAR加利爾突擊步槍。傑森包恩回到家後，美國中央情報局特別探員垂降進入屋內的時候，也使用MAR加利爾突擊步槍。
- 2004年—：型號為微型加利爾，裝上C-More紅點鏡、前握把、激光指示器和電筒，被卡洛斯·奧利韋拉（歐迪·費爾飾演）和保護傘公司的隊員所使用。
- 2009年—：型號為加利爾5.56 ARM，裝有C-More紅點鏡，由美軍特種部隊所使用。
- 2015年ㄧ：型號為加利爾MAR，由駭客犯罪組織成員所使用。

### 電子遊戲
- 1999年—及其後續作品（Online；而在《全球攻勢》中則被IWI加利爾ACE突擊步槍所取代）：於1.6版本時新增的武器。型號為加利爾7.62 ARM，奇怪的發射5.56毫米北約彈且性能和特徵偏向5.56 ARM，命名為IDF防衛者，武器模組採用鏡像佈局（右手持槍時拉機柄、拋殼口以及射擊選擇桿在左邊）。外觀上使用25發直形彈匣供彈卻可裝彈35發，為恐怖份子的專屬武器。
- 2004年—：型號為加利爾5.56 ARM，命名為IDF防衛者，武器模組採用鏡像佈局（右手持槍時拉機柄、拋殼口以及射擊選擇桿在左邊），為恐怖份子的專屬武器。
- 2005年—《真實計劃》：型號為加利爾SAR，由以色列國防軍和哈瑪斯所使用。
- 2008年—《戰地之王》：
  - Galil MAR：被歸類為衝鋒槍，在商城以歐元作為販賣，無法改裝，持有者開火時會出藍光及攻擊到目標時可以擴大敵人準星的效果。已知有塗裝槍Galil MAR紫光魔影，其性能和原版槍枝一模一樣，為戰谷時期所推出的活動獎勵永久槍
  - Galil Sniper：被歸類為狙擊步槍，在商城以歐元作為販賣，可以改裝，為半自動。
  - SR-99：命名為IMI-99SR
- 2010年—：型號為加利爾5.56 ARM，命名為Galil，奇怪地會於1960年代出現，在戰役模式中由蘇聯軍隊所使用。在聯機模式時於等級20解鎖。能夠使用榴彈發射器、延長彈匣（增至50發）、雙彈匣、火焰噴射器、紅點鏡、下掛式霰彈槍、ACOG光學瞄準鏡、紅外線探測式瞄具、消音器及反射式瞄準鏡。在殭屍模式中有一款稱為Lamentation的改型。
- 2012年—《II》：型號為加利爾5.56 ARM，命名為Galil，只在戰役模式和殭屍模式中登場，戰役模式中由美國中央情報局特別活動部特工亞歷克斯·梅森、弗蘭克·伍茲、巴拿馬國防軍以及梅嫩德斯卡特爾所使用，並於玩家完成“Celerium”關卡以後解鎖。能夠使用：反射式瞄準鏡、ACOG光學瞄準鏡、抑制器、長槍管、延長彈匣（增至50發）、快速重裝彈匣、榴彈發射器以及擊發調變。
- 2012年—《战争前线》：型号为加利尔7.62 ARM，命名为Galil，为步枪手专用武器，以25发弹匣供彈。可以改装枪口配件（通用消音器、突击消音器、突击制退器、突击刺刀）、战术导轨配件（通用握把、突击握把、突击握把架、枪挂型榴弹发射器）以及瞄准镜（EoTech 553全息瞄准镜、绿点全息瞄准镜、ELCAN SpecterDS瞄准镜、红点瞄准镜、步枪高级瞄准镜、Trijicon ACOG瞄准镜）。
  - 中国大陆服务器为专家解锁、欧美与俄罗斯服务器为高级解锁
- 2013年—《2》：型號為加利爾7.62 ARM及加利爾狙擊型（使用狙擊手前握把及狙擊手槍托後），命名為「Gecko 7.62」，奇怪的可裝填30發子彈。
- 2013年—《絕對武力Online 2》：型號為加利爾5.56 ARM，命名為“GALIL”。為恐怖份子專用武器。
- 2014年—《叛亂（英语：Insurgency (video game)）》：型號為加利爾5.56 ARM，有著兩種版本：
  - 安全部隊版本命名為“IMI GALIL SAR”，但仍然具備ARM型的一些特徵，使用黑色聚合物製護木及手槍握把，並配備較短的槍管。
  - 叛軍專用版本命名為“GALIL”，使用木製護木。
- 2015年—《III》：於2017年3月16日一次更新中添加到遊戲內，型號為加利爾5.56 ARM，命名為「Galil」，只於聯機模式登場。
- 2015年—：型號為加利爾5.56 AR（不具備提把和兩腳架），使用黑色聚合物製護木及手槍握把，錯誤地命名為「ARM」，歸類為突擊步槍，載彈量50+1發，能夠由兩方操作者（Operator）所使用，需完成「操作者集團」後解鎖。可加裝各種瞄準鏡（反射、眼鏡蛇、全息瞄準鏡（放大1倍）、PKA-S（放大1倍）、Micro T1、SRS 02、Comp M4S、M145（放大3.4倍）、PO（放大3.5倍） 、ACOG（放大4倍）、PSO-1（放大4倍）、IRNV（放大1倍）、FLIR（放大2倍））、附加配件（傾斜式機械瞄具、傾斜式紅點鏡、電筒、戰術燈、激光瞄準器、穿甲曳光彈）、槍口零件（制退器、補償器、重槍管、抑制器、消焰器）及握把（垂直握把、粗短握把、直角握把）。
- 2018年—《4》：型號為加利爾5.56 ARM，命名為「Grav」，作爲DLC武器添加到遊戲中，可用於所有模式。曾經免費贈送給所有玩家。射速奇怪的只有550發／分鐘。
- 2018年—《叛亂：沙漠風暴》：登場型號為加利爾SAR和加利爾ARM，分別為安全部隊和叛軍專屬武器。

### 动漫
- 2003年—《神槍少女》：型號為微型加利爾，由黎各在訓練期間所使用。
- 2010年—《Angel Beats!》：型號為加利爾狙擊型，由音無結絃所使用。
- 2012年—《军火女王》：由大星海公司的承包人員所使用。
- 2012年—《槍械少女》：槍枝擬人動畫，Galil AR為其角色之一。